# Унутрашње уво
Унутрашње уво, ушни лавиринт (лат. auris interna) је једна од засебних анатомских целина ува смештена медијално од средњег ува, у којој базални део пужа представља медијални зид шупљине и састоји се из два дела слушног-акаустичног (лат. pars acustica) и дела за одржавање равнотеже-вестибуларног (лат. pars vestibularis). Унутрашње уво чини замршен систем цеви и шупљина, окружених тврдом склеротичном кости коју која има назив коштани лавиринт. У њему се налази мембранозни лавиринт, орган ектодермалног порекле, и у коме завршава акустични или вестибуларни део осмог живца.
Иако чини засебну анатомску целину, унутрашње уво представља посебан спој двају периферних анализатора - органа слуха и равнотеже. Како је орган слуха настао диференцијацијом из вестибуларног апарата, многе морфолошке, физиолошке и патолошке особине ова два органа остале су заједничке. 
Због ограниченог простора у пирамиди темпоралне кости, и због потреба обављања функција, ове структуре имају компликован систем канала и проширења, који је по томе и добио назив „лавиринт“.

## Ембриологија
У целокупном развоју ува, зачетак мембранозног лавиринта јавља се као први елемент. Код ембриона старог три недеље, прво се јавља задебљање површног ектодерма (аудиторне плакоде) на обе стране отворене неуралне плоче. 
При крају четврте недеље настаје инвагинације плакода и формирају се аудиторне јамице. Оне се продубљују и на крају се њихови отвори према површини затварају. Овим механизмом створен епител образује аудиторне везикуле или слушне мехуре. 
У даљем развоју, овални слушни мехур се издужује у дорзовентралном смеру, и образује ендолимфатични сакус. Велики дорзални део слушног мехура, са којим је везан ендолимфатични канал представља вестибулум. Вентрално од вестибулум развија се пуж. 
У току шесте недеље, на вестибулум се стварају мали израштаји који представљају будуће полукружне канале. Ови израштаји се све више избочују, док на крају њихов централни делови не буду ресорбовани и формирани завоји полукруних канала. За време интензивног раста полукружних канала, вестибулум се дели на утрикулус и сакулус. Када се заврши ова подела, полукружни канали се отварају у утрикулус, а формира се и ампуле. После формирања полукружних канала, утрикулуса и сакулуса, у њима се формира сензорни епител (кристе и макуле).
Пуж који је почео развој у шестој недељи, у току седме и осме недеље нагло расте. Трпи морфолошке промене и претвара се у спирални канал од два и по завоја. Истовремено се пуж одваја од вестибулум, остајући са њим у вези преко дуктуса реуниенса. 
Паралелно са описаним променама, ствара се сензорни епител пужа. У току раста и дефинитивног формирања, у делове сензорног епитела кохлеарног и вестибуларног органа урастају нервни завршеци осмог кранијалног живца и формирају се његови ганглиони. 
У току трећег месеца феталног живота мембранозни лавиринт је достигао дефинитиван развој и величину. Док се у процесу диференцијације и формирања мембранозног лавиринта, око њега кондензује мезенхимно ткиво. Ово мезенхимно ткиво се претвара у хрскавично ткиво. Између хрскавичаве капсуле и мембранозног лавиринта остаје шупљина, или перилимфатични простор. 
Хрскавична капсула лавиринта формира се у седмој недељи, а унутрашње уво достиже свој максимални развој у току четвртог месеца. Капсула лавиринта окоштава у току петог и шестог месеца интраутериног живота.

## Анатомија
Основне структуре унутрашњег ува су; коштани лавиринт, мембранозни лавиринт. Унутрашњем уву припада и унутрашњи слушни ходник (лат. meatus acusticus internus) кроз који пролази заједнички живац органа слуха и вестибуларног апарата (лат. nervus statoacusticus), затим интермедијални и живац лица (лат. n. facialis et intermedius) и артерија лавиринта (лат. arteria labyrinthi).

### Коштани лавиринт
Коштани лавиринт или отичка капсула, (лат. labyrhintus osseos) је примарна анатомска структура унутрашњег ува, која лежи нешто иза и унутра од бубне дупље и која се састоји од три дела централног дела вестибулума, предњег-доњег званог пуж (лат. cochlea) и горњег или задњег који се састоји од три коштана полукружна канала (лат. canales semicirculares ossei) Дебљина зидова коштаног лавиринта износи свега 1-2 мм
Предњи-доњи део коштаног лавиринта — чини пуж, кохлеа (лат. cochlea) у коме је смештен слушни орган. Иза пужа, а испред полукружних канала у овом делу коштаног лавиринта налазе се трем (вестибулум), централни део коштаног лавиринта. 
Централни део коштаног лавиринта — чини предворје, трем (лат. vestibulum) као централне шупљине лавиринта која има облик призме са многобројним отворима. 
Задњи-горњи део коштаног лавиринта — чине коштани полукружни канали, којих има три, и који су постављени у различите равни простора. Отварају се у шупљини трема са оба своја крака. Изузетак чине предњи и задњи полукружни канали, који спајајући се својим задњим крацима, чине заједнички крак (лат. crus communе)
На унутрашњем зиду лавиринта налазе се плитка коштана удубљења уз која су приљубљене мешница (лат. utriculus) и кесица (лат. sacculus), као и рупичасте површине 
(лат. maculae cribrosae) кроз које пролазе гранчице вестибуларног дела вестибулокохлеарног живца. На овом зиду се налази и улазни отвор тремног канала (лат. aqeuductus vestibuli), кроз који опнасти ендолимфатични канал (лат. ductus endolymphaticus) напушта пирамиду темпоралне кости. 
Између коштаног лавиринта и мембранозног лавиринта који је уметнут у коштани и прати његов облик, налази се простор испуњен перилимфом, која је по свом саставу слична ликвору. Перилимфа садржи висок ниво натријума, а мало калијума.

### Пуж
Пуж (лат. cochlea) чини предње-доњи део коштаног лавиринта  који асоцира на кућицу пужа са два и по завоја. Базални завој је највећи и чини основу пужа, средњи је мањи, а апикални формира купасти врх (лат. apex) пужа. Базални завој се избочује према средњем уву као промонториум, а на његовом доњем делу је округли прозор, који се због тога зове и пужни прозор лат. fenestra cochleae.
Канал пужа се у ствари обавија око шупље коштане купе - стожера (лат. modiolus), у коме је смештен спирални ганглион-(лат. Corti). Са модиолуса полази коштана преграда (лат. lamina spiralis ossea), која делимично дели целом дужином канал пужа. Потпуну преграду употпуњава мембранозни лавиринт, тако да је канал пужа тиме подељен на две скале - горњу (лат. scala vestibuli) и доњу ({јез-лат|scala tympani}}). Преграда недостаје једино на врху пужа, где постоји отвор (лат. helicotrema) преко кога две скале међусобно комуницирају.

### Вестибулум
Вестибулум је централни део коштаног лавиринта  у који су смештене две кесице мембранозног лавиринта утрикулус (мешница) и сакулус (кесица), потом канал који их спаја, затим канал који води према ендолимфатичној кесици, а на предњем зиду је отвор који води према пужу. На спољњем зиду вестибулума налази се овални отвор (лат. fenestra ovalis) у коме лежи плочица треће кошчице средњег ува (лат. stapes), па се зато овај прозор зове још и тремни прозор (лат. fenestra vestibuli).

### Полукружни канали
Полукружни коштани канали којих има три, чине задњи-горњи део коштаног лавиринта и полазе и завршавају се у вестибулуму, размештени у три равни. Ове равни нису међу собом потпуно ортогоналне нити се поклапају са одговарајућим равнима простора, па су због тога и канали добијали различита имена:
- Спољни полукружни канал (латерале) заузима, при вертикалном положају главе, угао од 30° према хоризонтали, па је правилнији назив спољни, него хоризонтални канал.
- Горњи полукружни канал (супериор) се назива још и предњи (антериор), јер лежи у приближно сагиталној равни управно на осу пирамиде,
- Задњи полукружни канал (постериор) носи назив и фронтални-чеони, јер је паралелан са целом задњом страном пирамиде, као и са њеном осом.

Сва три полукружна канала, близу једног од својих ушћа у трему-вестибулум има вретенасто проширење (ампулу) у којој је смештен одговарајући сензорни апарат.

### Мембранозни лавиринт
Мембранозни лавиринт (лат. labyrinthus membranaceus) који се налази у коштаном лавиринту (лат. labyrinthus osseus), има улогу да смести и обезбеди што безбедније функционисања сензорни елементи оба органа (слуха и равнотеже). Задње-горњи део лавиринта, или лавиринт у ужем смислу, припада вестибуларном апарату док се у његовом предње-доњем делу, или пужу, налази периферни рецепторни органа слуха - Кортијев орган.

#### Опнасти систем
Опнасти систем канала мембранозног лавиринта у основи подсећа на коштани, с тим што им је лумен неколико пута мањи а показује и неке специфичности грађе. Тако у јединственом коштаном вестибулуму постоје две мембранозне кесице:
- Утрикулус или мешница , је димензија 4 x 2 мм у којој се налази хоризонтално постављена макула мешнице (лат. macula utriculi) и пет отвора мембранозних полукружних канала који из њега полазе;
- Сакулус или кесица, пречника око 2 мм у којој се налази вертикално постављена макула кесице (лат. macula sacculi).

Две кесице спаја (лат. ductus utriculosaccularis) а сакулус је везан за кохлеу дуктус-ом реуниенс-ом. Сваки од мембранозних полукружних канала има своју ампулу близу једног од отвора у утрикулусу, с тим што горњи и задњи полукружни канал имају своје друге крајеве спојене у један заједнички. Сваку ампулу по средини дели криста састављена од сензорних ћелија, чије су цилије смештене у желатинастој маси и са њом чине купулу. Из макула и криста полазе влакна статичког дела осмог можданог живца.
Мембранозни пуж (лат. ductus cochlearis) заједно са коштаном ламином спиралис чини поделу између двеју скала пужа, па се зове средишња скала. Дужине је око 35 мм а на пресеку троугластог облика. Основу тог троугла и границу према скали тимпани чини базална мембрана, најужа на почетку базалног завоја кохлеје, а све шира што се иде ближе врху.
Границу према скали вестибули чини танка мембрана Рејснери, а према коштаном зиду је спирални лигамент са крвним судовима из којих се лучи ендолимфа. У друге две скале је перилимфа. На базиларној мембрани лежи сензорни епител органа слуха у посебној структури названој Кортијев орган. Он има три реда спољњих и један ред унутрашњих сензорних ћелија смештених међу потпорним ћелијама и прекривених посебном мембраном (лат. membrana tectoria) која додиром са цилијама изазива слушни надражај. Влакна статичког и акустичког дела осмог живца пролазе заједно кроз унутрашњи акустички отвор, дуг око 10 а пречника око 5 мм, који се отвара у задњој можданској јами.
Кроз унутрашњи слушни ходник пролазе још живац лица, као и артерија лавиринта, терминална гране артерије базиларис. По изласку ис унутрашњег слушног ходника влакна статичког и акустичног дела се раздвајају и долазе до одговарајућих синапси у продуженој мождини. Она одатле преко бројних једара у можданом стаблу досежу до одговарајућих кортикалних центара.